# MAN IN THE MIRROR
『MAN IN THE MIRROR』（マン・イン・ザ・ミラー）は、2016年6月15日にラストラム・ミュージックエンタテインメントから発売された、日本のバンド・Official髭男dismの2枚目のミニアルバム。

## 概要
バンド2作目のミニアルバムであり、前作『ラブとピースは君の中』から1年2ヶ月ぶりとなるリリース。収録曲は全て新曲となっており、バンドで唯一、収録曲にタイアップ曲がないアルバムになっている。（iTunes独占先行販売予約限定特典として配布された「笑顔の待つ場所」はタイアップ曲である。）
　リリースに先駆けて6月3日よりiTunes独占先行販売が行なわれており、予約限定特典として、前作『ラブとピースは君の中』に収録されている「雪急く朝が来る」のミュージックビデオ、「愛なんだが…」の主観ライブ映像、TSK山陰中央テレビ45周年記念テーマソングとして書き下ろされた楽曲「笑顔の待つ場所」が配布された。「笑顔の待つ場所」は2024年現在まで配信やアルバム収録はされていない。
| 規格 | 規格品番  |
| ---- | --------- |
| CD   | LACD-0276 |

## 収録曲

### CD
| 全作詞・作曲: 藤原聡、全編曲: Official髭男dism。 |                            |        |            |      |
| #                                                | タイトル                   | 作詞   | 作曲・編曲 | 時間 |
| 1.                                               | 「Clap Clap」              | 藤原聡 | 藤原聡     | 3:11 |
| 2.                                               | 「コーヒーとシロップ」     | 藤原聡 | 藤原聡     | 3:45 |
| 3.                                               | 「Happy Birthday To You」  | 藤原聡 | 藤原聡     | 3:20 |
| 4.                                               | 「恋の去り際」             | 藤原聡 | 藤原聡     | 4:55 |
| 5.                                               | 「ゼロのままでいられたら」 | 藤原聡 | 藤原聡     | 5:26 |
| 6.                                               | 「日曜日のラブレター」     | 藤原聡 | 藤原聡     | 5:20 |
| 合計時間:                                        | 合計時間:                  | 25:57  |            |      |

### iTunesアルバム 予約限定特典
1. 雪急く朝が来る ミュージックビデオ
2. 愛なんだが… 主観ライブ映像
3. 笑顔の待つ場所（TSK山陰中央テレビ45周年記念テーマソング）

## 楽曲解説
1. Clap Clap
2. コーヒーとシロップ
「新社会人」をテーマに、藤原の社会人生活をしていた頃に基づいて制作された楽曲[3]。
2016年4月28日、先行配信としてミュージック・ビデオが公開された。とある企業の新入社員が悩みを抱えながらも奮闘する物語が描かれている[4]。概要欄には、「いつか一人前になるために頑張っていこう」というメッセージが書かれている。
2017年12月29日にはアコースティックバージョンでのライブ・ビデオが公開された。
3. Happy Birthday To You
アメリカの歌「ハッピーバースデートゥーユー」とは別の歌である。
4. 恋の去り際
5. ゼロのままでいられたら
2016年9月2日に「THE DAILY MIRROR tour 2016」でのライブ映像が公開された。
6. 日曜日のラブレター

## 演奏
- Official髭男dism
  - Strings Arrangement & Additional Programming (#1.2.4.5.6)
  - Horn Arrangement (#1.6)
- 久保田真悟 (Jazzin' park)：Strings Arrangement & Additional Programming (#1.2.4.5.6)
- 須磨和声：Violin (#2.4.5)
- 原田知斉：Sax, Horn Arrangement (#1.6)
- 湯本淳希：Trumpet (#1.6)
- 原田彩香：Trombone (#1.6)